# Lisie Pole
Lisie Pole – wieś w Polsce, położona w województwie zachodniopomorskim, w powiecie gryfińskim, w gminie Chojna.
| SIMC    | Nazwa      | Rodzaj  |
| ------- | ---------- | ------- |
| 0773825 | Graniczna  | osada   |
| 0773831 | Lisie Pola | kolonia |

Do końca II wojny światowej Lisie Pole nosiło nazwę niem. Uchtdorf, a zaraz po – Chrobryń. W latach 1954–1971 należało i było siedzibą władz gromady Lisie Pole, po jej zniesieniu w gromadzie Krzywin i leżało w województwie szczecińskim. W latach 1975–1998 wieś administracyjnie należała do zreformowanego województwa szczecińskiego. 
Neogotycki kościół w Lisim Polu, pochodzący z końca XIX w., posadowiony jest na miejscu wczesnogotyckiej świątyni z XIII w. zniszczonej przez pożar. Świątynię otacza kamienny murek z XVI w. Wieś zachowała układ owalnicy i jest jedną z większych w okolicy. 
We wsi znajduje się przystanek kolejowy Lisie Pole i przystanek autobusowy. W Lisim Polu znajdowała się szkoła podstawowa.
We wsi, od 1999, istnieje drużyna piłkarska UKS Chrobry Lisie Pole (klasa – A).